# Volckerschok

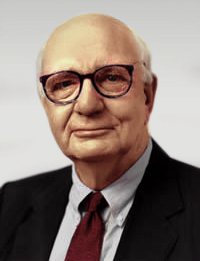
Paul Volcker (datum onbekend).

De Volckerschok was een plotselinge en drastische inperking van de geldvoorraad in de Verenigde Staten, ingezet door Fed-voorzitter Paul Volcker eind 1979 en herhaald in 1981. De schok was bedoeld als oplossing van de stagflatiecrisis die de Amerikaanse economie al jaren in zijn greep had. 
Ongeveer tegelijk met Volckers ingreep van 1979 liet president Carter de Fed restricties opleggen aan de Amerikaanse banken met betrekking tot het verstrekken van leningen (de credit crunch). Als gevolg van beide maatregelen ondervonden de Verenigde Staten een ernstig tekort aan krediet, een sterke daling van het consumentenvertrouwen en een explosie van de rentestanden met een hoogtepunt van bijna 20% in 1981 (nominaal; de reële rente steeg vrijwel linear van 2% in 1979 tot 9% in 1985). 
De resulterende recessie was door Volcker ingecalculeerd, maar duurde langer dan verwacht. De situatie kostte Carter zijn herverkiezing bij de presidentsverkiezingen van 1980. 
Ook de derde wereld ondervond gevolgen van de Volckerschok. In de nasleep van de oliecrisis van 1973 waren grote hoeveelheden oliedollars de VS binnengevloeid vanuit Saoedi-Arabië en de Golfstaten. Dit leidde tot een omslag in de manier waarop Amerikaanse bedrijven in ontwikkelingslanden opereerden: in plaats zich direct te bemoeien met de exploitatie van grondstoffen en arbeid, leenden ze voortaan vooral kapitaal uit aan overheden. Deze leningen waren in dollars, een valuta die nu een lage inflatie en een hoge rente kende. Al in 1982 leidde deze situatie tot het staatsbankroet van Mexico, die het begin vormde van de langdurige Latijns-Amerikaanse schuldencrisis. 